# 黒川行治
黒川 行治（くろかわ ゆきはる、1952年8月26日- ）は、日本の会計学者。慶應義塾大学名誉教授。

## 来歴
神奈川県生まれ。1975年慶應義塾大学工学部管理工学科卒業、1977年慶應義塾大学大学院工学研究科修士課程管理工学専攻修了、1982年慶應義塾大学大学院商学研究科博士課程経営学・会計学専攻単位取得退学、1999年「企業結合会計の研究」で慶應義塾大学より博士（商学）の学位を取得。1979年慶應義塾大学商学部助手、講師、助教授、1992年教授、2018年千葉商科大学大学院会計ファイナンス研究科教授、慶應義塾大学名誉教授となる。公認会計士試験委員、企業会計基準委員会、その他財務省、金融庁、国土交通省、総務省、文部科学省等政府審議会委員多数。

## 著書
- 『連結会計』新世社 ライブラリ会計学最先端 1998
- 『合併会計選択論』中央経済社 1999
- 『会計と社会 公共会計学論考』慶應義塾大学商学会 慶應義塾大学出版会 (発売)2017

### 共編著
- 『実態分析日本の会計社会 市場の質と利益の質』編著 中央経済社 2009
- 『分析利益情報の変容と監査』柴健次,内藤文雄,林隆敏,浅野敬志共著 中央経済社 2011
- 『体系現代会計学 第9巻　政府と非営利組織の会計』大塚宗春共責任編集 中央経済社 2012

## 論文
- ＜黒川行治